# Birtha
|  | No s'ha de confondre amb Birta. |

Birtha (en llatí Birtha, en grec antic Βίρθα) era una antiga fortalesa al riu Tigris, al sud de Mesopotàmia, que es deia que va ser construïda per Alexandre el Gran. Segons la descripció que en fa Ammià Marcel·lí, era una fortificació que presentava diversos baluards molt ben situats i defenses exteriors que la feien inexpugnable.
Sapor II de l'Imperi Sassànida va tancar aquí la seva campanya l'any 360 i en ser derrotat i va haver de retirar-se amb fortes pèrdues. Podria ser l'actual Tekrit o Tikrit. El seu nom és una paraula siríaca que vol dir castell o fortalesa. L'emperador romà Jovià va creuar el Tigris prop de Tikrit l'any 363. La fortalesa va ser ocupada i destruïda a finals del segle xiv per Tamerlà.
Les ruïnes de la ciutadella estan situades sobre un penya-segat aïllat, damunt del Tigris, d'uns 200 peus d'alçada, separat de la ciutat per una àmplia i profunda rasa, que omplia el riu. Als peus de la ciutadella hi ha una gran porta de maons. Al voltant del cim del penya-segat, s'observen encara les parets, els contraforts i els baluards de l'antiga fortalesa. Hi ha les restes d'una escala secreta, que baixava des de l'interior de la ciutadella fins a la vora del riu.